# Mariano Fazio
Mariano Fazio Fernández (Buenos Aires, 25 aprile 1960) è un presbitero, storico e filosofo argentino.
È stato vicario dell'Opus Dei in Argentina, Paraguay e Bolivia e vicario generale della Prelatura tra il 2014 e il 2019. Attualmente è vicario ausiliare dell'Opus Dei.

## Biografia
Dopo aver terminato gli studi secondari, si è laureato in Storia presso l'Università di Buenos Aires (UBA). Si è poi trasferito in Italia per conseguire il dottorato in Filosofia presso la Pontificia Università della Santa Croce a Roma. Dopo aver completato gli studi si è recato in Ecuador, dove ha lavorato per sette anni come professore di Filosofia del Diritto e come redattore giornalistico presso il quotidiano “El Telégrafo”.
Nel 1991 è stato ordinato sacerdote da Papa San Giovanni Paolo II.
Nel 1996 è stato nominato primo Decano della neonata Facoltà di Comunicazione Sociale Istituzionale della Pontificia Università della Santa Croce (Roma) e dal 2002 al 2008 è stato Rettore della stessa università. Contemporaneamente è diventato presidente della Conferenza dei Rettori delle Università Pontificie Romane (CRUPR).
Nel 2007, Benedetto XVI lo ha nominato esperto per la V Conferenza generale dell'episcopato latinoamericano e caraibico (CELAM) che si è svolta nella città di Aparecida (Brasile) dal 13 al 31 maggio dello stesso anno.
Il 1º maggio 2010 è stato nominato vicario regionale dell'Opus Dei per l’Argentina, il Paraguay e la Bolivia.
Il 12 dicembre 2014, il Prelato dell'Opus Dei, Mons. Javier Echevarría Rodríguez, lo ha nominato Vicario Generale della Prelatura della Santa Croce e dell'Opus Dei.
Il 25 gennaio 2017, a seguito dell'elezione di Fernando Ocáriz a Prelato dell'Opus Dei, Mariano Fazio è stato nominato Vicario generale dell’Opus Dei, diventando così il principale collaboratore del Prelato nel governo centrale della Prelatura.
Dal 3 al 28 ottobre 2018 ha partecipato come padre sinodale di nomina pontificia al XV Sinodo dei Vescovi dedicato ai giovani, alla fede e al discernimento vocazionale.
Il 14 maggio 2019, con una nuova nomina da parte di Fernando Ocáriz, mons. Fazio è diventato vicario ausiliario dell'Opus Dei.
Mariano Fazio è professore di Storia delle idee contemporanee presso la Pontificia Università della Santa Croce (Roma), membro corrispondente dell'Accademia Nazionale di Storia dell'Ecuador, membro della Società Chestertoniana dell'Argentina e membro effettivo del Consiglio di Storia Ecclesiastica dell'Argentina. È inoltre professore onorario presso le università di Huánuco (Perù) e Espíritu Santo (Guayaquil).

## Opere
- Fazio M., Liberare l'amore attraverso i classici, Edusc, Roma 2022
- Fazio M., Cambiare il mondo dal di dentro. La sfida dei cristiani di oggi, Ed. Ares, Milano 2021
- Fazio M., Cinco clásicos italianos, Ed. Rialp, Madrid 2020
- Fazio M., Storia delle idee contemporanee. Una lettura del processo di secolarizzazione, Edusc, Roma 2016
- Fazio M., San Josemaría Escrivá. L'ultimo dei romantici, Ed. Ares, Milano 2019
- Fazio M., El siglo de oro español: De Garcilaso a Calderón, Ed. Rialp, Madrid 2017
- Fazio M., Seis grandes escritores rusos, Ed. Rialp, Madrid 2016
- Fazio M., El universo de Dickens. Una lección de humanidad, Ed. Rialp, Madrid 2015
- Fazio M., Con Papa Francesco. Le chiavi del suo pensiero, Ed. Ares, Milano 2013
- Fazio M., Cristianesimo e laicità. Il pensiero cristiano del ‘900 nel periodo tra le due guerre, Rubbettino, Soveria Mannelli 2008
- Fazio M., Due rivoluzionari: F. De Vitoria e J. J. Rousseau, Armando Editore, Roma 1998